# Roberto Martínez (football)
Pour les articles homonymes, voir Roberto Martínez et Martínez.
Martínez  Montoliu est un nom espagnol. Le premier nom de famille, en général paternel, est Martínez ; le second, en général maternel, souvent omis, est Montoliu.
Roberto Martínez Montoliu, né le 13 juillet 1973 à Balaguer (province de Lérida) en Espagne est un ancien footballeur espagnol qui évoluait au poste de milieu de terrain et désormais reconverti en entraîneur.
Depuis 2023, il est le sélectionneur du Portugal.

## Biographie

### Carrière de joueur (1993-2007)
Durant sa carrière de footballeur, Roberto Martínez a évolué comme milieu de terrain en Espagne, en Angleterre, en Écosse et au Pays de Galles.
Il joue principalement avec les clubs anglais de Wigan Athletic et de Swansea City, en troisième et quatrième division anglaise.
Au terme de sa carrière, il dispute 411 matchs et inscrit 28 buts.

### Carrière d'entraîneur (2007-)

#### Premiers pas à Swansea City (2007-2009)
Roberto Martínez commence sa carrière d'entraîneur à Swansea City en 2007, où il réalise de véritables prouesses avec les Swans, les faisant passer de la D4 à la D2 en deux ans et finissant l'exercice 2008-2009 à la 8e place, avec seulement huit défaites en 46 matches.

#### Arrivée au Wigan Athletic (2009-2013)
Jouissant d'une bonne cote de popularité, il rejoint Wigan qui évolue en Premier League en 2009, en remplacement de Steve Bruce, grâce à son bon travail avec les Latics.

Il maintient durant trois années consécutives le club en première division et est considéré comme l'un des meilleurs entraîneurs de Premier League.

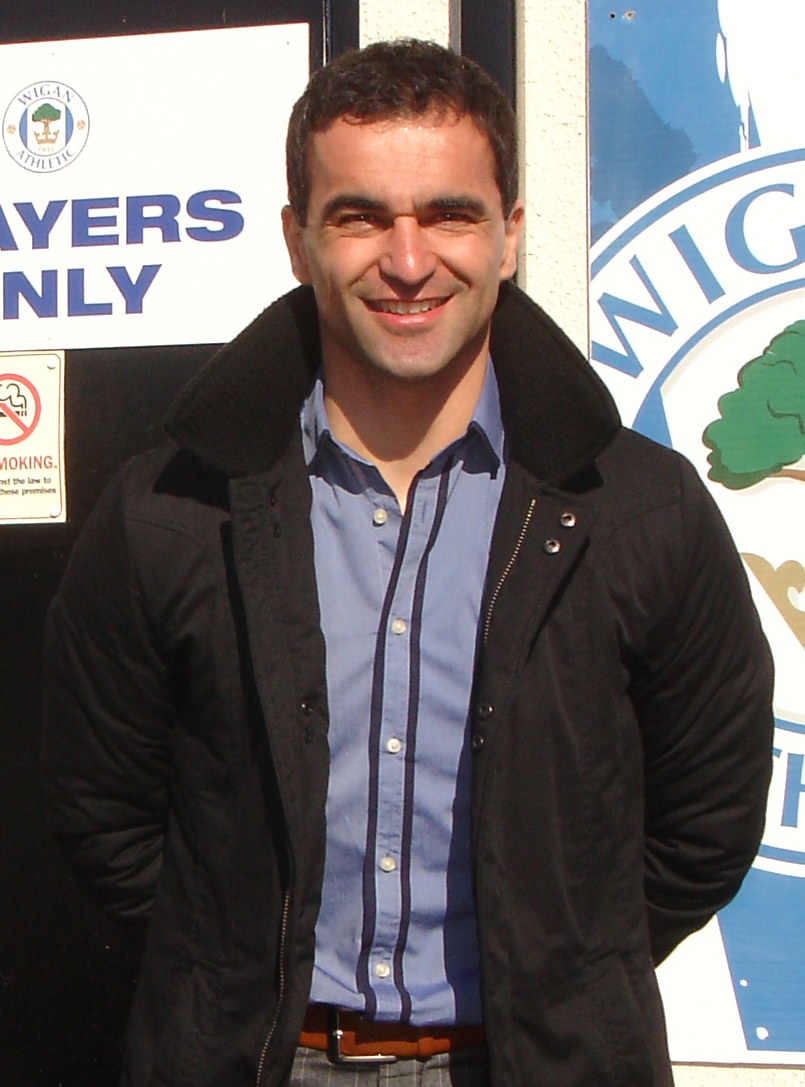
Roberto Martínez, entraîneur de Wigan Athletic en 2010.

Avec Wigan, Martínez fait éclore des joueurs comme Leighton Baines, Victor Moses ou Antonio Valencia.
Lors de la saison 2012-2013, il remporte la FA Cup face à Manchester City sur le score d'un but à zéro, mais le club est en revanche relégué en seconde division.
Roberto Martínez démissionne de son poste d'entraîneur le 28 mai 2013.

#### Départ pour Everton (2013-2016)
Le 5 juin 2013, il devient le nouvel entraîneur d'Everton, à la suite du départ de David Moyes à Manchester United. Pour sa première saison à la tête des Toffees, son équipe termine 5e devant des clubs comme Tottenham ou Manchester United.
Ces bonnes performances lui valent une prolongation de contrat jusqu'en 2019 et une rémunération estimée à 3 millions de livres (3,8 millions d’euros) par an. Néanmoins, sa seconde saison est décevante (11e place). Il ne redresse pas la barre lors de l'exercice 2015-2016 et, après n'avoir remporté qu'une seule victoire sur ses 10 derniers matchs de Premier League et que le club pointe au douzième rang, il se fait remercier au lendemain d'une défaite 3 à 0 face à Sunderland, le 12 mai 2016.

#### Sélectionneur de la Belgique (2016-2023)
Le 3 août 2016, il est nommé sélectionneur de l'équipe nationale belge avec laquelle débute lors d'un amical face à l'Espagne le 1er septembre 2016 avec une défaite 2 à 0 mais remporte son premier match à enjeu cinq jours plus tard 0 à 3 face à Chypre à Nicosie, puis sa première rencontre officielle à domicile contre la Bosnie (4-0). Il effectue un quasi sans-faute dans ces éliminatoires avec des victoires plantureuses (0-6 contre Gibraltar, 8-1 face à l'Estonie et 9-0 contre Gibraltar). Les Belges ne concèdent qu'un seul partage contre la Grèce (1-1), en mars 2017. Le 3 septembre, sa sélection se qualifie pour la phase finale de la coupe du monde FIFA 2018 en Russie, en battant l'équipe de Grèce par 1-2. Il devient le premier entraîneur espagnol à qualifier une équipe non espagnole à une coupe du monde et sera le troisième entraîneur étranger à coacher la Belgique lors d'un mondial. Engagé initialement pour un contrat qui devait prendre fin juste après le tournoi en Russie, Martinez prolonge son contrat pour deux années supplémentaires, afin d'entraîner les Diables Rouges pour la nouvelle Ligue des nations et l'Euro 2020.
Lors de la phase de poules, la Belgique arrive brillamment en tête de son groupe après une série de trois victoires contre le Panama (3-0), la Tunisie (5-2) et l'Angleterre (1-0). Elle se retrouve propulsée en huitièmes de finale contre le Japon. Malgré un retard de 2 buts sur les Samouraïs, la Belgique parvient à renverser le match et s'impose 3-2, notamment grâce à un but de Nacer Chadli à la toute dernière minute du temps additionnel, permettant aux Belges d'éviter la phase de prolongations. Les Diables Rouges affrontent ensuite le Brésil en quarts de finale : ils sortent victorieux (2-1) de la confrontation et se qualifient pour la deuxième fois de leur histoire pour les demi-finales d'une Coupe du monde, y rejoignant la France. Après un match serré, l'équipe de Belgique s'incline contre les Bleus en demi-finale (1-0) . Elle retrouve l'Angleterre pour le match déterminant la troisième place, qu'elle remporte sur le score de 2-0, réalisant ainsi son meilleur parcours en Coupe du monde.
Après ces résultats encourageants en Coupe du monde, les Diables entament la toute nouvelle Ligue des nations en pleine confiance, et débutent sur une belle victoire 0-3 en déplacement contre l'Islande. Elle poursuit avec deux victoires à domicile, respectivement 2-1 contre la Suisse et 2-0 face à l'Islande pour le match retour. Ils prennent ainsi la tête de leur groupe avant le match retour en déplacement contre la Suisse, sachant que même une défaite les qualifiera pour la phase finale, à condition de ne pas avoir plus de deux buts d'écart. Le scénario catastrophe se produit néanmoins, et la Belgique se voit ridiculiser par la Nati sur le score de 5-2, malgré une ouverture du score par les Diables et un second but marqué rapidement. Après ce revers décevant en Ligue des nations, beaucoup de voix s'élèvent pour réclamer le départ de Roberto Martinez.
Les Diables Rouges parviennent à digérer cette désillusion, et décident de se remettre en selle. Une première victoire avec la manière à domicile contre la Russie (3-1) leur permet de retrouver une petite place dans le cœur de leurs supporters, et ils entament les qualifications pour l'Euro 2020 de la meilleure façon. Ils ne s'arrêtent pas en si bon chemin, et enchaînent les victoires à la pelle pour finalement signer un bilan parfait de 30 points sur 30 (10 victoires en 10 matchs), une première pour l'équipe nationale belge. Ils en profitent également pour signer les meilleures performances collectives de ces éliminatoires, et se retrouvent avec la meilleure attaque (40 buts marqués), la meilleure défense à égalité avec la Turquie (3 buts concédés), la meilleure différence de buts (+37), ainsi que le plus gros écart du buts lors d'un match (9-0 à domicile contre Saint-Marin, score qu'ils partagent néanmoins avec la Russie qui a réalisé la même performance également face à La Sérénissime). De tels résultats permettent non seulement à la Belgique de reconquérir le cœur de ses supporters, mais surtout à Martinez de redorer son blason. Son contrat devait se terminer après l'Euro 2020 (reporté à l'année suivante à cause de la pandémie de COVID-19), mais après autant de bonnes performances, le technicien espagnol annonce qu'il a encore une mission à accomplir avec les Diables Rouges et signe une prolongation de son contrat qui le place à la tête de la sélection belge jusqu'en 2022, soit après le mondial prévu au Qatar. En juillet 2021, les Diables Rouges échouent en quart de finale de l'Euro contre l'Italie, future lauréate. Trois mois plus tard, ils participent au "Final Four" de la Ligue des nations, espérant enfin décrocher un trophée. Las, ils y perdent leurs deux rencontres.
La Belgique se qualifie ensuite aisément pour un troisième mondial de rang avant d'être barrée par les Pays-Bas dans la course à la phase finale de la Ligue des nations (défaites 1-4 à Bruxelles et 1-0 à Amsterdam). Lors de la Coupe du monde 2022, la Belgique domine le Canada (1-0) avant d'être battue par le Maroc (0-2). Le match nul 0-0 face à la Croatie solde l'élimination de la Belgique au premier tour.
Roberto Martínez démissionne de son poste de sélectionneur dès la fin de cette dernière rencontre.

#### Sélectionneur du Portugal (2023-)
Le 9 janvier 2023, il est nommé sélectionneur du Portugal en remplacement de Fernando Santos.
Le 17 mars 2023, Roberto Martínez dévoile sa toute première liste pour les deux premiers matchs de qualification à l'Euro 2024 face au Liechtenstein, le 23 mars et le Luxembourg, le 26 mars. Pour la première de Roberto Martinez, les portugais s'imposent facilement 4-0 face au Liechtenstein. Trois jours plus tard, le Portugal se déplace au Luxembourg et les hommes de Roberto Martínez s'imposent 6-0. Lors de la suite de ces qualifications, les portugais signent une performance remarquable de 8 victoires en autant de rencontres, de 32 buts marqués (4 par match en moyenne) pour seulement 2 encaissés. Également, la sélection signe la plus large victoire de son histoire contre le Luxembourg (9-0). Ainsi, en octobre 2023, la Seleção das Quinas se qualifie pour l’Euro 2024 et prend également un ticket de tête de liste.

## Palmarès

### Palmarès en tant que joueur
- Wigan
  - Champion d'Angleterre de D4 en 1997

- Swansea City
  - Vainqueur du Football League Trophy en 2006

### Palmarès en tant qu'entraîneur
- Swansea City
  - Champion d'Angleterre de League One (D3) en 2008

- Wigan
  - Vainqueur de la Coupe d'Angleterre (FA Cup) en 2013

- Belgique
  - Troisième de la Coupe du monde 2018

- Portugal
  - Vainqueur de la Ligue des Nations 2025

## Distinctions
- Il est fait citoyen d'honneur de la ville de Waterloo le 2 septembre 2018[24]